# Gabrovec pri Kostrivnici
Gabrovec pri Kostrivnici je naselje u slovenskoj Općini Rogaškoj Slatini. Gabrovec pri Kostrivnici se nalazi u pokrajini Štajerskoj i statističkoj regiji Savinjskoj. 

## Stanovništvo
Prema popisu stanovništva iz 2002. godine naselje je imalo 66 stanovnika.